# Ghiacciaio Sumner
Il ghiacciaio Sumner (in inglese Sumner Glacier) è un corto e largo ghiacciaio situato sulla costa di Bowman, nella parte sud-orientale della Terra di Graham, in Antartide. Il ghiacciaio, il cui punto più alto si trova a circa 920 m s.l.m., fluisce in direzione nord-est fino ad entrare nel flusso del ghiacciaio Weyerhaeuser, poco a ovest del monte Solus.

## Storia
Il ghiacciaio Sumner fu scoperto da D.P. Mason del British Antarctic Survey, che all'epoca si chiamava ancora Falkland Islands and Dependencies Survey (FIDS), durante una ricognizione aerea effettuata nell'agosto del 1947 e solo nel dicembre del 1958 fu esplorato via terra sempre da membri del FIDS. Il ghiacciaio fu quindi così battezzato dal Comitato britannico per i toponimi antartici in onore di Thomas H. Sumner, il navigatore statunitense che nel 1837 introdusse il metodo della linea di posizione nella navigazione.